# 代讷维尔
代讷维尔（法語：Denneville，法語發音：[dɛnvil]）是法国芒什省的一个旧市镇，原属于库唐斯区。2019年，代讷维尔与临近的2个市镇合并为新市镇滨海巴伊港，改属瑟堡区。

## 地理
代讷维尔（49°18'48"N, 1°39'37"W）面积8.24 平方千米，位于法国诺曼底大区芒什省，该省份为法国西北部沿海省份，西、北、东北三面环大西洋，东起顺时针与卡爾瓦多斯省、奧恩省、马耶讷省和伊勒-维莱讷省接壤。
与代讷维尔接壤的市镇（或旧市镇、城区）包括：博德勒维尔、康维尔拉罗克、圣洛杜尔维尔、圣雷米德朗德、圣索沃尔-德皮埃尔蓬。

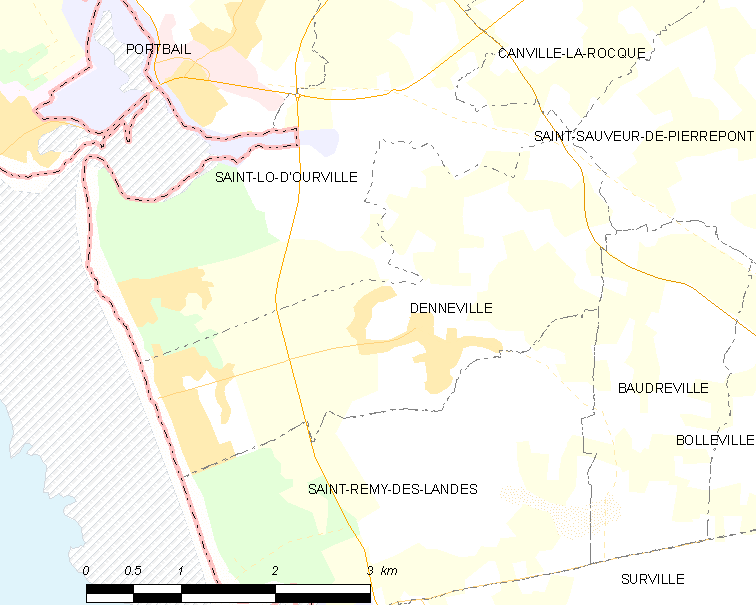
代讷维尔的OSM定位图

代讷维尔的时区为UTC+01:00、UTC+02:00（夏令时）。

## 行政
代讷维尔的邮政编码为50580，INSEE市镇编码为50160。

## 政治
代讷维尔所属的省级选区为克雷昂斯县。

## 人口

1962-2008年间代讷维尔人口变化图示

代讷维尔于2018年1月1日时的人口数量为571人。